# Гвінея
Ґвіне́я, Респу́бліка Ґвіне́я (фр. Guinée, République de Guinée) — незалежна держава на заході Африки. Площа країни — 245,85 тис. км² (76-те місце у світі). Населення країни 9,7 млн осіб (81-ше місце у світі). Столиця — місто Конакрі.

## Географія
Держава лежить у Західній Африці. Територія країни простягається із заходу на схід на 725 км, а з півночі на південь на 565 км. На північному заході межує з Гвінеєю-Бісау (спільний кордон — 386 км) і Сенегалом (330 км); на північному сході — з Малі (1062 км); на південному сході — з Кот-д'Івуаром (610 км); на півдні — із Сьєрра-Леоне (794 км) та Ліберією (590 км). На південному заході омивається водами Атлантичного океану, довжина берегової лінії 320 км.
Західна частина Гвінеї — приморська низовина і плато Фута-Джаллон. На південному сході лежить Північно-Гвінейська височина (найвища точка — г. Німба, 1752 м). На північному сході — рівнина. Савани, вологі тропічні ліси. Заповідник Німба. Головні річки: Гамбія, Бафінг, Нігер, Конкурє. Клімат екваторіальний мусонний.

## Історія

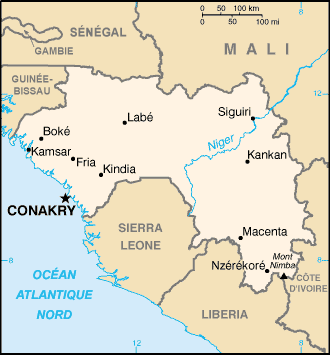
Гвінея

Наприкінці XIX століття Гвінею завоювала Франція і включила до складу Французької Західної Африки. Після Другої світової війни набрав силу масовий національно-визвольний рух. 2 жовтня 1958 року проголошена незалежна Гвінейська Республіка. У відповідь Франція негайно перервала всі зв'язки з Гвінеєю і відкликала звідти весь французький персонал. Незалежна Гвінея до 1984 року була однією з радикальних африканських держав, що стояли на позиціях панафриканізму.

### Недавня історія
Незалежність від Франції Гвінея здобула в 1958 році. Секоу Тоуре обраний президентом, залишався на посту до смерті в 1984 році; після чого внаслідок перевороту встановлено військове правління; У 1985 році зірвалася спроба ще одного перевороту. У 1991 році відбувся антиурядовий страйк під керівництвом Національної конфедерації робітників Гвінеї.
На початку вересня 2021 року в країні відбувся військовий переворот. Президента Гвінеї Альфа Конде захопили в полон армійські спецпризначенці, а на чолі перевороту став полковник Мамаді Думбуя.

## Політична система
Гвінея за формою правління є президентською республікою, глава держави — президент. Державний устрій — унітарна держава.
Останні вибори президента пройшли 2010 року в 2 тури: 27 червня (1-й тур) і 7 листопада (2-й тур). У другому турі 52,52 % голосів отримав Альфа Конде, за якого віддали голоси народність мандінка і дрібні гвінейські народи. Народи і племена, які підтримали Селу Далейна Діалло (насамперед, фульбе), спровокували зіткнення, проте їх незабаром припинили.

### Парламент
Парламент Гвінеї — однопалатна Національна асамблея. У парламенті засідає 114 депутатів, 38 з яких обираються за мажоритарною системою, а 76 — за пропорційною. Парламентські вибори не проводилися з 2002 року. Після військового перевороту 2008 року парламент припинив роботу; нові вибори передбачалось провести наприкінці 2011 року.

#### Політичні партії
На парламентських виборах 11 червня 1995 року до парламенту Гвінеї пройшли такі політичні партії:
- Партія єдності і прогресу — 71 місць (62 %);
- Об'єднання гвінейського народу — 19 місць (17 %);
- Партія оновлення і прогресу — 9 місць (8 %) та інші[2].

На парламентських виборах 2002 року 85 місць (75 %) в парламенті зайняла пропрезидентська Партія єдності і прогресу.

### Зовнішня політика

#### Українсько-гвінейські відносини
Уряд Гвінеї офіційно визнав незалежність України 9 січня 1992 року, дипломатичні відносини з Україною встановлено 4 квітня 1992 року. У Гвінеї (Конакрі) до 2012 року діяло українське посольство і консульство. Справами України в Гвінеї відає українське посольство в Нігерії. Найближче посольство Гвінеї, що відає справами щодо України, є в Москві (Росія).

### Державна символіка
Державний прапор Гвінеї являє собою вертикальний триколор у панафриканських кольорах: червоний колір символізує кров, пролиту в боротьбі за свободу і слово «праця» з національного девізу; жовтий — золото, сонце і слово «справедливість»; зелений — природу і слово «солідарність». Затверджений 10 листопада 1958 року.
Державний герб являє собою золотий щит з панафриканськими кольорами внизу і голубом з гілкою в дзьобі. На стрічці внизу щита написаний девіз країни — «Праця. Справедливість. Солідарність». Герб затверджено в 1997 році. До цього на ньому були присутні також меч і гвинтівка.
Державний гімн був офіційно затверджений у 1958 році відразу після проголошення незалежності. Мелодію гімну написав Кодофо Муса, використовуючи народні мелодії. Автор слів гімну достеменно невідомий.

## Адміністративно-територіальний поділ
В адміністративно-територіальному відношенні територія держави поділяється на 8 провінцій.

## Збройні сили
Чисельність збройних сил у 2000 році становила 9,7 тис. військовослужбовців. Загальні витрати на армію становили 55 млн доларів США.

## Економіка
Гвінея — відстала індустріальна держава, економіка якої базується на гірничій промисловості. Валовий внутрішній продукт (ВВП) у 2006 році становив 19,4 млрд доларів США (114-те місце у світі); що у перерахунку на одну особу становить 2 тис. доларів (147-ме місце у світі). Промисловість разом із будівництвом становить 36 % ВВП держави; аграрне виробництво разом з лісовим господарством і рибальством — 24 %; сфера обслуговування — 40 % (станом на 2006 рік). Зайнятість активного населення в господарстві країни розподіляється так: 24 % — промисловість, будівництво і сфера обслуговування; 76 % — аграрне, лісове і рибне господарства (станом на 2006 рік).
Надходження в державний бюджет Гвінеї за 2006 рік становили 342 млрд доларів США, а витрати — 557 млрд; дефіцит становив 38,5 %.

### Валюта
Національною валютою країни слугує гвінейський франк.

### Промисловість
Головні галузі промисловості: гірнича, деревопереробна і харчова (пивоварні заводи, заводи з виробництва соків, безалкогольних напоїв і тютюну).

### Гірнича промисловість
Гвінея багата на природні ресурси, включаючи 25 % світових запасів бокситів.

### Енергетика
Країна має великий гідроенергетичний потенціал. За 2006 рік вироблено 840 млн кВт·год електроенергії (експортовано 0 млн кВт·год); загальний обсяг спожитої — 833 млн кВт·год (імпортовано 0 млн кВт·год).
У 2004 році споживання нафти становило 9,7 тис. барелів на добу, природний газ не використовується для господарських потреб.

### Агровиробництво
У сільськогосподарському обробітку перебуває 28 % площі держави. Головні сільськогосподарські культури: рис, кава, маніок, банани, арахіс, кокоси, кукурудза, ананаси, цитрусові, цукрова тростина.
Під час французького панування та в перші роки незалежності, Гвінея була великим експортером бананів, ананасів, кави, арахісу і пальмової олії.

### Транспорт
Транспорт: автомобільний, морський, частково — залізничний. Довжина залізниць 962 км (2000), автошляхів 38,3 тис. км (2000). Головні морські порти: Боке, Конакрі, Камсар.

### Туризм
Попри те, що Конакрі в минулому називали «африканським Парижем», у 1996 році Гвінею відвідало лише 94 тис. іноземних туристів, що дало прибуток у 1 млн доларів США.

### Зовнішня торгівля
Основні торговельні партнери Гвінеї: Росія, Корея, Іспанія,Китай, США, Україна, Франція, Кот-д'Івуар.
Держава експортує: боксити, алюміній, золото, алмази, каву. Основні покупці: Росія (15 %); Республіка Корея (11 %); Іспанія (10 %); Україна (8 %); США (6 %); Ірландія (6 %). У 2006 році вартість експорту становила 615 млн доларів США.
Держава імпортує: нафту, нафтопродукти, харчові продукти та продукцію машинобудування. Основні імпортери: Китай (8,5 %); США (7 %); Франція (7 %), Кот-д'Івуар (5 %). У 2006 році вартість імпорту становила 730 млн доларів США.

## Населення
Населення держави у 2006 році становило 9,7 млн осіб (81-ше місце у світі). Густота населення: 31 особа/км² (138-ме місце у світі). У 1926 році населення країни становило 2,1 млн осіб; у 1960 році — 3,1 млн осіб; у 1978 — 4,8 млн осіб. Згідно зі статистичними даними за 2006 рік народжуваність 41,8 ‰; смертність 15,5 ‰; природний приріст 26 ‰.
Вікова піраміда населення має такий вигляд (станом на 2006 рік):
- діти віком до 14 років — 44,5 % (2,2 млн чоловіків, 2,1 млн жінок);
- дорослі (15—64 років) — 52,5 % (2,5 млн чоловіків, 2,5 млн жінок);
- особи похилого віку (65 років і старіші) — 3 % (0,134 млн чоловіків, 0,172 млн жінок).

### Урбанізація
Рівень урбанізованості в 2000 році становив 30 %. Головні міста держави: Конакрі (1,4 млн осіб), Нзерекоре (177 тис. осіб), Кіндіа (160 тис. осіб).

### Етнічний склад
Головні етноси гвінейської нації: фульбе (пель) — 40 %, мандінка (малінке) — 30 %, сусу — 20 %.
Малінке мешкають у внутрішніх областях країни, в основному у басейні річки Нігер, сусу (як припускають найстарші жителі саван) — на узбережжі, включно зі смугою між Конакрі і Кіндіа. Основне заняття мандемовних народів, які становлять приблизно половину населення країни, — землеробство. Войовничі скотарі фульбе, які з'явилися у цих місцях у 16 ст., населяють переважно центральну частину країни — масив Фута-Джаллон. Ряд невеликих етнічних груп поширений на узбережжі, на західних схилах плато Фута-Джаллон і у Лісовій Гвінеї. Ще й досі триває стара ворожнеча між сільським населенням, яке говорить на мовах манде, і скотарями-завойовниками фульбе, яка зараз прийняла форму суперництва за політичну гегемонію в країні.

### Мови
Державні мови: англійська і французька.

### Релігії
Головні релігії держави: іслам сунітського спрямування — 85 % населення, християнство — 8 %, анімізм — 7 %. Хоч перші християнські місії були засновані на території сучасної Гвінеї у XIX столітті, число християн незначне.

### Охорона здоров'я
Очікувана середня тривалість життя в 2006 році становила 49,5 року: для чоловіків — 48,3 року, для жінок — 50,7 року. Смертність немовлят до 1 року становила 90 ‰ (станом на 2006 рік). Населення забезпечене місцями в стаціонарах лікарень на рівні 1 ліжко-місце на 1900 жителів; лікарями — 1 лікар на 9,7 тис. жителів (станом на 1996 рік). Витрати на охорону здоров'я в 1990 році становили 3,9 % ВВП країни.
У 1993 році тільки 33 % населення було забезпечено питною водою. Протягом 2014—2016 років у країні вирувала тяжка епідемія хвороби, яку спричинює вірус Ебола.

### Освіта
Рівень письменності в 2003 році становив 35,9 %: 50 % серед чоловіків, 22 % серед жінок. У країні діє обов'язкова шкільна 6-річна освіта. Мережа закладів освіти малорозвинута, особливо не вистачає початкових шкіл у сільській місцевості. Початковою освітою охоплено 71 % дітей (повну початкову освіту здобуває 55 %), середньою — 28 % дітей (дані 2008 рік).
Витрати на освіту в 1995 році становили 1,8 % ВВП, 21,5 % усіх державних громадських видатків. У 2005 році на освіту витрачалось тільки 1,7 % ВВП, або 19,2 % видатків державного бюджету (2008 рік).

### Інтернет
У 2006 році всесвітньою мережею Інтернет у Гвінеї користувались 46 тис. осіб.